# Lennart Bergelin
Lennart Bergelin, né le 10 juin 1925 à Alingsås et mort le 4 novembre 2008 à Stockholm, est un joueur et entraîneur de tennis suédois.
Vainqueur de Frank Parker, tête de série no 1 du tournoi de Wimbledon amateur en 1948, en huitièmes de finale, la plus grande performance de Bergelin est d'avoir gagné ses deux simples en finale interzones de la Coupe Davis 1950, aux dépens de Frank Sedgman, le no 2 amateur du moment, et de John Bromwich. Il bat Ken Rosewall au tournoi de Bastad 1954 sur terre battue.
Dans les tournois du Grand Chelem, il a atteint deux fois les quarts de finale de Wimbledon amateur en 1946 et 1948. Les deux plus mauvaises contre-performances de sa carrière furent des défaites contre Jean Borotra, âgé alors de 46 ans 1/2, en demi-finale des internationaux de France amateurs sur courts couverts (probablement sur bois) à Lyon en mars 1947 et contre le jeune Ken Rosewall en 1951 (en huitième de finale aux Internationaux amateurs de l'État du Victoria, au stade de Kooyong à Melbourne) alors âgé de 17 ans.
Quelques décennies plus tard, il est devenu l'illustre entraîneur de son célèbre compatriote, Björn Borg.

## Palmarès

### En simple
- Internationaux de France : quart de finale en 1948, 1951 ; huitième de finale en 1949
- Masters de Monte-Carlo : vainqueur en 1947 (vainqueur du tournoi vétéran en 1971)
- Masters de Hambourg : vainqueur en 1951

### En double
- Internationaux de France : vainqueur en 1948

### Finale en double mixte
|   | Date | Nom et lieu du tournoi        | Cat. | ($) | Surf.        | Vainqueurs                   | Partenaire | Score         |
| 1 | 1951 | Internationaux d'Italie, Rome |      |     | Terre battue | Shirley Fry Felicisimo Ampon | Doris Hart | 8-6, 3-6, 6-4 |

## Cinéma
Il est incarné par Stellan Skarsgård dans Borg McEnroe (2017) de Janus Metz Pedersen.